# Shinto
Shinto (神道, shintō) er den indfødte religion i Japan, og dens rødder kan spores tilbage i århundreder. Ordet "Shinto" betyder bogstaveligt talt "vejen for guderne" eller "gudernes vej." Shinto udgør en vigtig del af Japans kulturelle og åndelige arv og er tæt knyttet til den japanske identitet. Japans oprindelige religion har forklaringer på tilværelsens grundlæggende spørgsmål, der i sin mytologi består af naturånder og af forfædre. Shinto har intet dogme, moralkodeks eller noget helligt skrift.

## Gudebegrebet kami
I Shinto har den praktiserende mulighed for at komme i "kontakt" med kami (神, shin, kami) – ophøjede væsener, spændende fra deciderede gudefigurer til væsener med særlige attraktive værdier.
Kami der er centralt for shinto, bebor de templer, der er centrale for religionen. Der findes mange forskellige typer af kami, fx Ujigami, slægtsånder eller Kunidama, en provins' eller en lokal ånd fra området. Den største og vigtigste kami er solgudinden Amaterasu. Ræven er betydningsfuld på grund af sin udprægede intelligens, hvis kraft og energi også kan overføres til mennesket under rituel handling.
Kami kan inddeles i to hovedgrupper: Naturånder og ophøjede væsener (primært menneskeskikkelser), der igen kan inddeles i tre klasser: Dem, der repræsenterer et enkelt objekt; dem, der repræsenterer en gruppe objekter og dem, der repræsenterer et abstrakt begreb.
Eksempler på kami:
|                  | Naturånd:                           | Ophøjet væsen:                                    |  |  |
| Objekt:          | Amaterasu - Solen eller solgudinden | Temmangu - en guddommeliggjort embedsmand         |  |  |
| Gruppe:          | Kukuchi - gud for træer             | Koyane - Nakatomi-klanens gud                     |  |  |
| Abstrakt begreb: | Musubi - gud for vækst              | Tajikara no wo - direkte oversat hånd-styrke-mand |  |  |

## Myter

### Japans skabelsesmyte
Kami Izanami-no-Mikoto og Kami Izanagi-no-Mikoto står på himlens bro og skaber landet Japan med deres spyd.

## Praktisering af Shinto
Shinto praktiseres på flere niveauer, hvor der skelnes mellem fire grupper:

### Statsreligion
Efter shogunatets fald i forbindelse med Meiji-restauration i 1868, forsøgte Meiji-kejseren at rense shinto for buddhistiske og konfucianistiske elementer. I denne forbindelse blev kejser Meiji igen anset for guddommelig. Først efter Japans nederlag i anden verdenskrig blev shinto afskaffet som statsreligion, og kejseren afgav sine guddommelige rettigheder.

### Alterdyrkelse
Tilbedelsen af kami via altre er en af de ældste og mest gennemgående former for shinto-dyrkelse. Shinto-altret i de japanske hjem kaldes kamidana. Alterdyrkelse har altid været en del af Japans historie og vedbliver at være hovedstrømningen inden for shinto.

### Sektdannelse
Baseret på en række grupperinger der opstod i løbet af det 19. århundrede. Disse har ikke altre, men afholder deres religiøse arrangementer i store haller. Sekterne omfatter bjerg-tilbedende sekter, healer-sekter og konfucianistiske sekter.

### Folketroen
Folketroen er den varierede og fragmenterede del af shinto, der omhandler tro på ånder og guder. Indeholder elementer som åndebesættelse og shamansk healing. Traditionerne er blandet med taoistiske, buddhistiske og Konfucianisme elementer.

## Tekster
Hovedparten af shinto-myterne er nedfældet på skrift i henholdsvis Kojiki og Nihongi, bøger stammende fra omkring år 720 e. Kr.